# وویوودووو (استان وراتسا)
وویوودووو (به بلغاری: Voyvodovo) یک منطقهٔ مسکونی در بلغارستان است که در میزیا واقع شده‌است.
 وویوودووو ۷٫۶۸۲ کیلومتر مربع مساحت و ۲۶۴ نفر جمعیت دارد.